# Neustädter Kirchhof 25 (Quedlinburg)

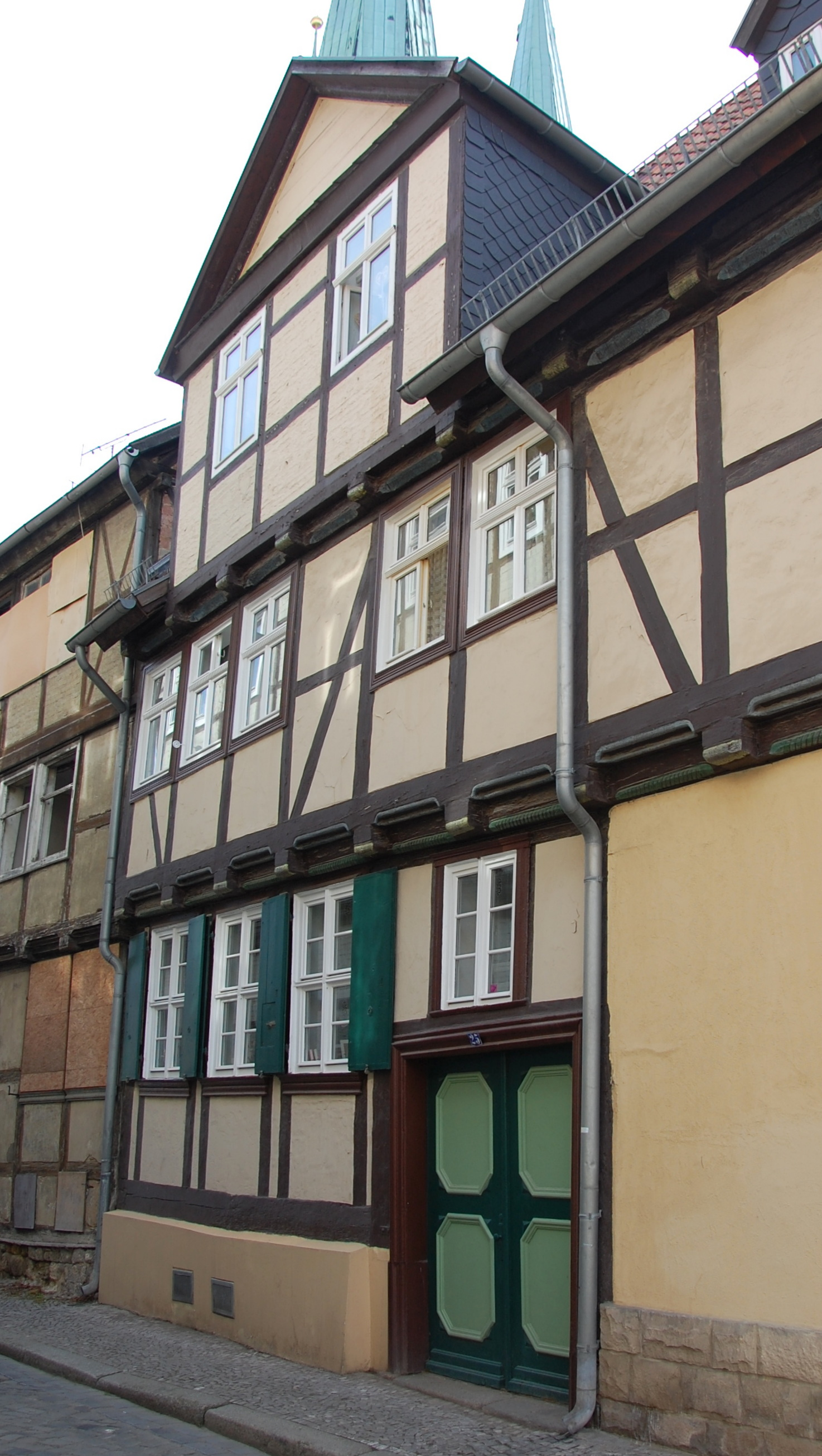
Haus Neustädter Kirchhof 25, westlicher, traufseitig nach Norden ausgerichteter Gebäudeteil

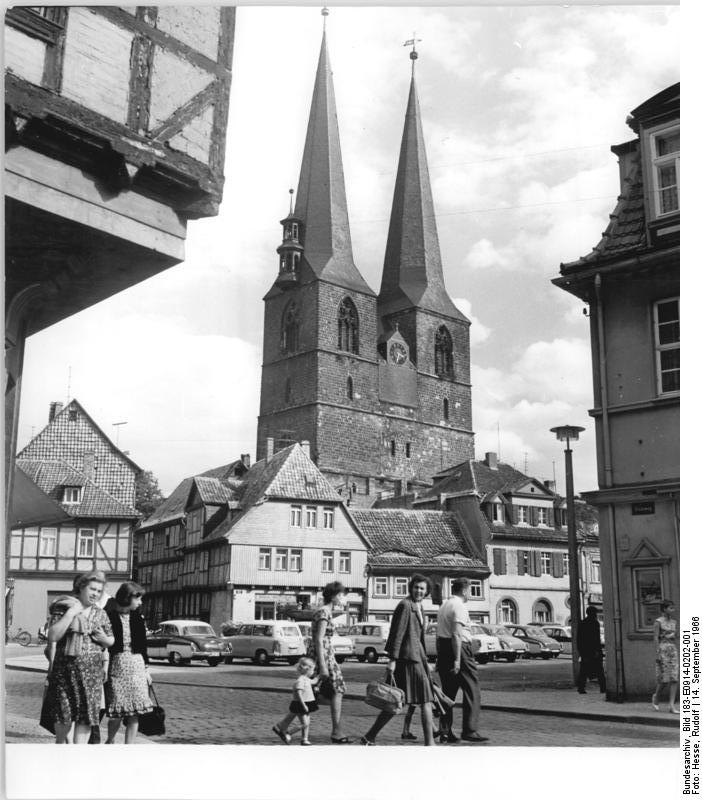
Blick über die Pölkenstraße zum Haus Neustädter Kirchhof 25 auf dessen Westfassade im Jahr 1966

Das Haus Neustädter Kirchhof 25 ist ein denkmalgeschütztes Gebäude in der Stadt Quedlinburg in Sachsen-Anhalt.

## Lage
Es befindet sich in der historischen Quedlinburger Neustadt nordwestlich des Neustädter Kirchhofs, auf der Südseite einer Gasse, die vom Neustädter Kirchhof zur westlich gelegenen Pölkenstraße führt, in einer Ecklage zur Pölkenstraße. Es gehört zum UNESCO-Weltkulturerbe und ist im Quedlinburger Denkmalverzeichnis als Wohnhaus eingetragen. Östlich grenzt das gleichfalls denkmalgeschützte Haus Neustädter Kirchhof 24 an. Südlich, sich an der Pölkenstraße entlang ziehend, befindet sich das Haus Pölkenstraße 25.

## Architektur und Geschichte
Das zweigeschossige Fachwerkhaus entstand in der Zeit um 1600. Während die Traufseite nach Norden ausgerichtet ist, weist der Westgiebel zur Pölkenstraße. Die Fassade zeigt die für diese Zeit typischen Verzierungen wie Taustab und Schiffskehlen auf. In das Dach ist ein breites Zwerchhaus integriert. Im 18. Jahrhundert wurden im Erdgeschoss die Gefache mit Zierausmauerungen versehen. Auch die Fenster stammen aus dieser Zeit.
Bemerkenswert ist die sehr breite kassettierte Hauseingangstür vom Ende des 18. Jahrhunderts in der nördlichen Fassade. Die Tür in der Giebelseite stammt vom Ende des 19. Jahrhunderts.